# Ричланд (Мичиген)
Ричланд (енгл. Richland) град је у америчкој савезној држави Мичиген.

## Демографија
По попису из 2010. године број становника је 751, што је 158 (26,6%) становника више него 2000. године.
| Група             | 2000.       | 2010.       |
| Белци             | 563 (94,9%) | 706 (94,0%) |
| Афроамериканци    | 1 (0,2%)    | 3 (0,4%)    |
| Азијати           | 8 (1,3%)    | 9 (1,2%)    |
| Хиспаноамериканци | 9 (1,5%)    | 11 (1,5%)   |
| Укупно            | 593         | 751         |